# Хајлигенштетенеркамп
Хајлигенштетенеркамп (њем. Heiligenstedtenerkamp) општина је у њемачкој савезној држави Шлезвиг-Холштајн. Једно је од 112 општинских средишта округа Штајнбург. Према процјени из 2010. у општини је живјело 709 становника. Посједује регионалну шифру (AGS) 1061035.

## Географски и демографски подаци
Хајлигенштетенеркамп се налази у савезној држави Шлезвиг-Холштајн у округу Штајнбург. Општина се налази на надморској висини од 6 метара. Површина општине износи 0,8 km². У самом мјесту је, према процјени из 2010. године, живјело 709 становника. Просјечна густина становништва износи 834 становника/km².

## Међународна сарадња
| Мјесто       | Држава               | Врста сарадње | Од    |
| ------------ | -------------------- | ------------- | ----- |
|              | Пољска               | партнерство   | 1990. |
| Сајренсестер | Уједињено Краљевство | партнерство   | 1982. |
|              | Француска            | партнерство   | 1988. |
| Извор        |                      |               |       |